# インド皇帝

インド皇帝の紋章

インド皇帝（女帝）（インドこうてい〔じょてい〕、英語: Emperor/Empress of India, ヒンドゥスターニー語: Padishah-e-Hind）は、ムガル帝国最後の皇帝バハードゥル・シャー2世と、その後イギリス領インド帝国としてインド亜大陸を統治したイギリスの君主達が保持した称号。
場合によっては、アショーカ王やマウリヤ朝、アクバル、ムガル帝国などの君主達も「インド皇帝」と呼称する場合があるが、当人達自身はこの様な称号を名乗ったことは無い。

## バハードゥル・シャー2世
16世紀以降、ムガル王朝がインド亜大陸の大部分を治めた際も、地理的な呼称を使用せず、単純にパーディシャー（西側諸国では「皇帝」に近い意味合いで解釈されている）という称号を使用した。1857年に起きたインド大反乱の際、セポイはデリーを占領し、バハードゥル・シャー2世をインド皇帝として擁立した。反乱が鎮圧された後に、バハードゥル・シャー2世は捕らえられ、1858年にビルマ（現ミャンマー）のラングーンに追放され、ムガル帝国は滅亡した。

## 英領インド帝国の皇帝

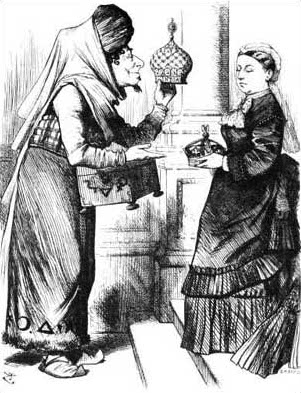
アラジンに扮したディズレーリが、ヴィクトリア女王にイギリスの王冠とインドの皇帝冠を交換するよう迫る様子を描いた風刺画（1876年）

東インド会社がムガル皇帝を退位させ、社を解散させた後の1876年5月1日より、ヴィクトリア女王が「インド女帝」に推戴され、翌1877年1月1日にデリーで行われた戴冠式典 (Delhi Durbar) において正式に即位が発表された。この称号は、インド亜大陸におけるイギリスの属領ならびに保護領が正式に大英帝国へ編入された19年後に制定されたものであり、その領域は、現在のインドの大部分（シッキム州、ポルトガル領インドのゴア州、フランス領のポンディシェリ連邦直轄地域を除く）や、パキスタン、バングラデシュ、ミャンマーなどが含まれている。

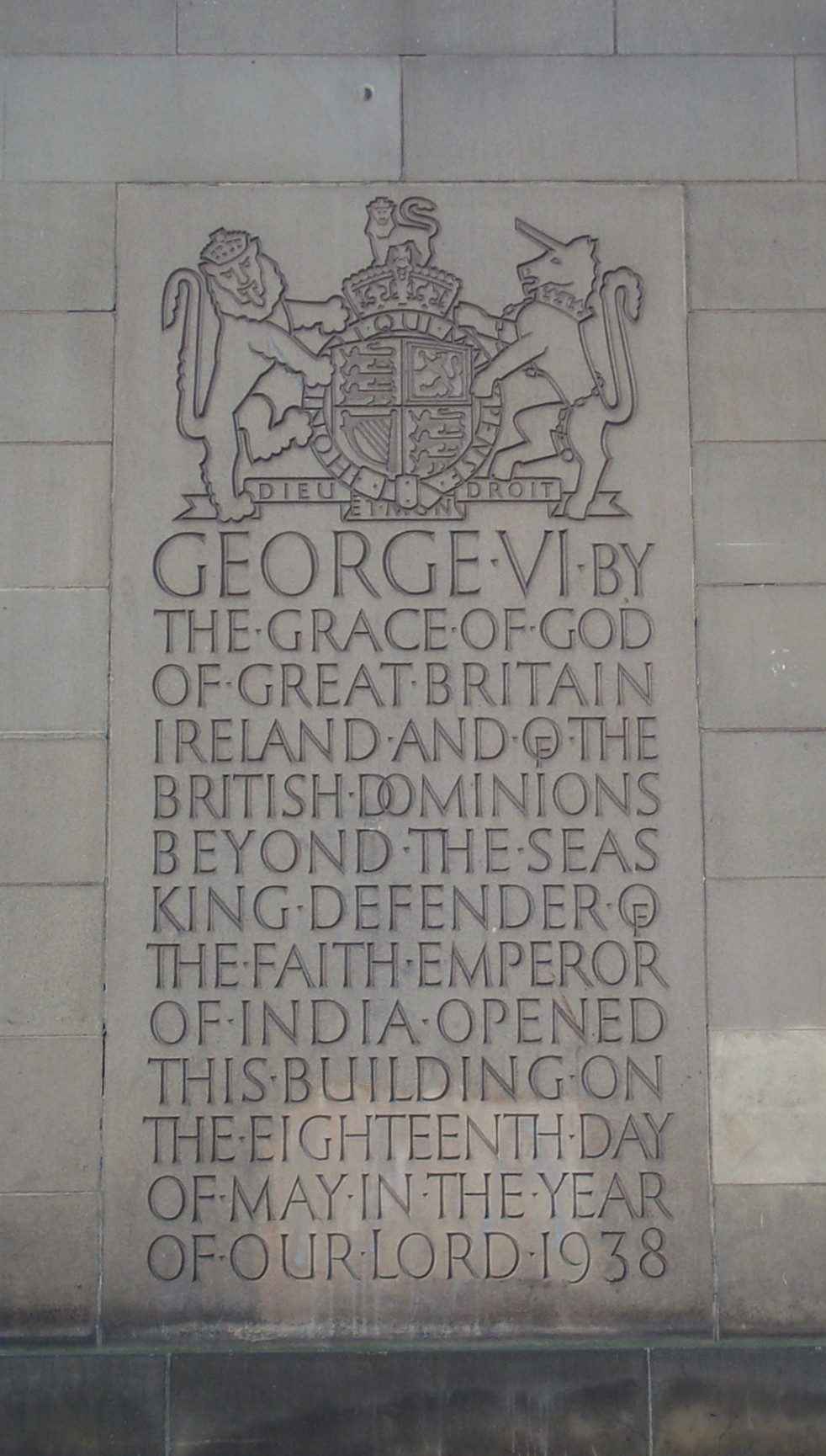
マンチェスター・タウン・ホールにあるジョージ6世のモニュメントには、「インド皇帝」を放棄する前の称号が刻まれている。

ヴィクトリア女王の死去に伴い、長男エドワード7世が王位に就き、彼の称号は「インド皇帝」となった。
1910年に英国王に即位したジョージ5世は、自身の提案により新たに「インド帝冠」を作成させ、1911年12月12日にデリーで戴冠式（大謁見式：ダーバール）を執り行った。
「インド皇帝」の称号は、1947年8月14日/15日夜にインドとパキスタンがイギリスから独立するまで使用された。ジョージ6世が正式に称号を放棄するのは、1948年6月22日になってからだった。
国王/皇帝ならびに女王/女帝が、インドに関する公文書に自身の名前を署名する際は、自身の名前の後ろに “R I”（Rex〔国王〕/Regina〔女王〕およびImperator〔皇帝〕/Imperatri〔女帝〕のそれぞれの頭文字）、または省略形である “Ind. Imp.”（Indiae Imperator/Imperatrix〔インド皇帝/女帝〕）と記入した。ちなみに、王妃/皇后は “R” とだけ署名していた。この称号は1948年時点でのイギリスの硬貨にも刻まれている。

### インドならびにパキスタン王
ジョージ6世は、ルイス・マウントバッテンとチャクラヴァルティー・ラージャゴーパーラーチャーリーが総督を務め、インドが共和国になるための準備を行う為の2年間、インド王 (King of India) の地位にあった。また、1952年に亡くなるまでの間は、イギリス王とパキスタン王 (King of Pakistan) の地位にあった。パキスタンは1956年3月23日に共和制となったことから、エリザベス2世は即位からの4年間、パキスタン女王 (Queen of Pakistan) の地位にあった。

## 歴代皇帝

### ムガル帝国
- バハードゥル・シャー2世（1857年）

### イギリス帝国
| 肖像 | 皇帝          | 生年月日       | 在位                           | 没年月日      | 配偶者                           | デリー・ダルバール              | 王朝                                                            |
| ---- | ------------- | -------------- | ------------------------------ | ------------- | -------------------------------- | ------------------------------- | --------------------------------------------------------------- |
|      | ヴィクトリア  | 1819年5月24日  | 1876年5月1日 - 1901年1月22日   | 1901年1月22日 | 無し                             | 1877年1月1日 (リットン卿の挙行) | ハノーヴァー                                                    |
|      | エドワード7世 | 1841年11月9日  | 1901年1月22日 - 1910年5月6日   | 1910年5月6日  | アレクサンドラ・オブ・デンマーク | 1903年1月1日 (カーゾン卿の挙行) | ザクセン＝コーブルク＝ゴータ                                    |
|      | ジョージ5世   | 1865年6月3日   | 1910年5月6日 - 1936年1月20日   | 1936年1月20日 | メアリー・オブ・テック           | 1911年12月12日                  | ザクセン＝コーブルク＝ゴータ (1910-1917) ウィンザー (1917-1936) |
|      | エドワード8世 | 1894年6月23日  | 1936年1月20日 - 1936年12月11日 | 1972年5月28日 | 無し                             | 無し                            | ウィンザー                                                      |
|      | ジョージ6世   | 1895年12月14日 | 1936年12月11日 - 1947年8月15日 | 1952年2月6日  | エリザベス・ボーズ＝ライアン     | 無し                            | ウィンザー                                                      |